# 蒙古短舌菊
蒙古短舌菊（学名：Brachanthemum mongolicum）是菊科短舌菊属的植物。分布在蒙古以及中国大陆的新疆等地，生长于海拔1,650米的地区，多生于干旱地，目前尚未由人工引种栽培。
种加名 mongolicum 意为“蒙古的”。